# Brachyotum uribei
Brachyotum uribei är en tvåhjärtbladig växtart som beskrevs av John Julius Wurdack. Brachyotum uribei ingår i släktet Brachyotum och familjen Melastomataceae. Inga underarter finns listade i Catalogue of Life.